# Bürentogtokh
Bürentogtokh ou Bürentogtoh (mongol (écriture cyrillique) : Бүрэнтогтох сум) est un Sum (district) de Mongolie dans la province de Khövsgöl.